# Джон Маеда
Джон Маеда (англ. John Maeda рід. 1966, Сіетл) — американський дизайнер, родом з Японії, фахівець в області комп'ютерних технологій, письменник. Професор дизайну Массачусетського технологічного інституту. Автор більше десятки книг (в тому числі в співавторстві); одна з них, бестселер «Закони простоти».

## Біографія

### Освіта
У 1989 році закінчив Массачусетський технологічний інститут за спеціальністю «комп'ютерні технології». У 1992 році отримав докторський ступінь (Ph.D.) в Університеті мистецтва та дизайну Тсукуба, Японія. У 2003 році отримав ступінь почесного доктора Мерілендського коледжу мистецтв (США).

### Діяльність
З 2004 року - партнер і директор з досліджень створеної при Массачусетському технологічному інституті компанії «MIT Media Lab», де працює над дослідницьким проєктом «Simplicity» (укр. Простота), в рамках якого ведуться пошуки методів спрощення життя сучасної людини в епоху тотальної складності процесів і технологій. Результати роботи над проєктом було використано у виданій у 2006 році книзі «Laws of Simplicity» (в українському перекладі «Закони простоти»), яка стала бестселером.
Д. Маеда входить в створену компанією Philips у 2004 році «Раду за простотою»  . Це робоча група з п'яти фахівців в пріоритетних для Philips областях — дизайні, комп'ютерних технологіях і медицині, які надають консультації компанії в області стратегічного розвитку.
Д. Маеда володіє численними преміями і почесними нагородами в області дизайну: так, наприклад, в 2001 році він став лауреатом Національної премії в області дизайну National Design Award, США і премії в галузі дизайну Маінічі Mainichi Design Prize, Японія. Крім того, Маеда — володар премії Фонду Раймонда Леві (Raymond Loewy Foundation Prize, Німеччина). У 1999 році Маеда увійшов в рейтинг 21 найбільш значущої персони 21 століття за версією журналу Esquire. Є президентом Род-айлендської школи дизайну .
Роботи Д. Маеда в області графічного дизайну в Токіо, Нью-Йорку і Парижі і знаходяться в постійних колекціях Національного музею дизайну Купера-Хьюїтта при Смітсонівському інституті, Музею сучасного мистецтва Сан-Франциско і Музею сучасного мистецтва Нью-Йорка.

## Список творів
- Джон Маеда.  = Redesigning Leadership: Design, Technology, Business, Life. — М. : «Альпіна Паблішер», 2012. — С. 104. — ISBN 978-5-9614-1685-5.
- Джон Маеда.  = The Laws of Simplicity: Design, Technology, Business, Life. — М. : «Альпіна Паблішер», 2008. — С. 120. — ISBN 978-5-9614-0649-8.
- John Maeda The Laws of Simplicity (Simplicity: Design, Technology, Business, Life). MIT Press, 2006. ISBN 978-0262134729 .
- John Maeda Creative Code. Thames and Hudson, 2004. ISBN 978-0500285176 .
- John Maeda maeda @ media. Thames and Hudson / Rizzoli / Bangert Verlag, 2000.. ISBN 978-0847822959 .
- John Maeda Design By Numbers. MIT Press, 2001.. ISBN 978-0262632447 .
- John Maeda Tap, Type, Write. Digitalogue Co., 1998..
- John Maeda 12 o'clocks. Digitalogue Co., 1997..
- John Maeda Flying Letters. Digitalogue Co., 1996..
- John Maeda Reactive Square. Digitalogue Co., 1995.